# ルンガ岬

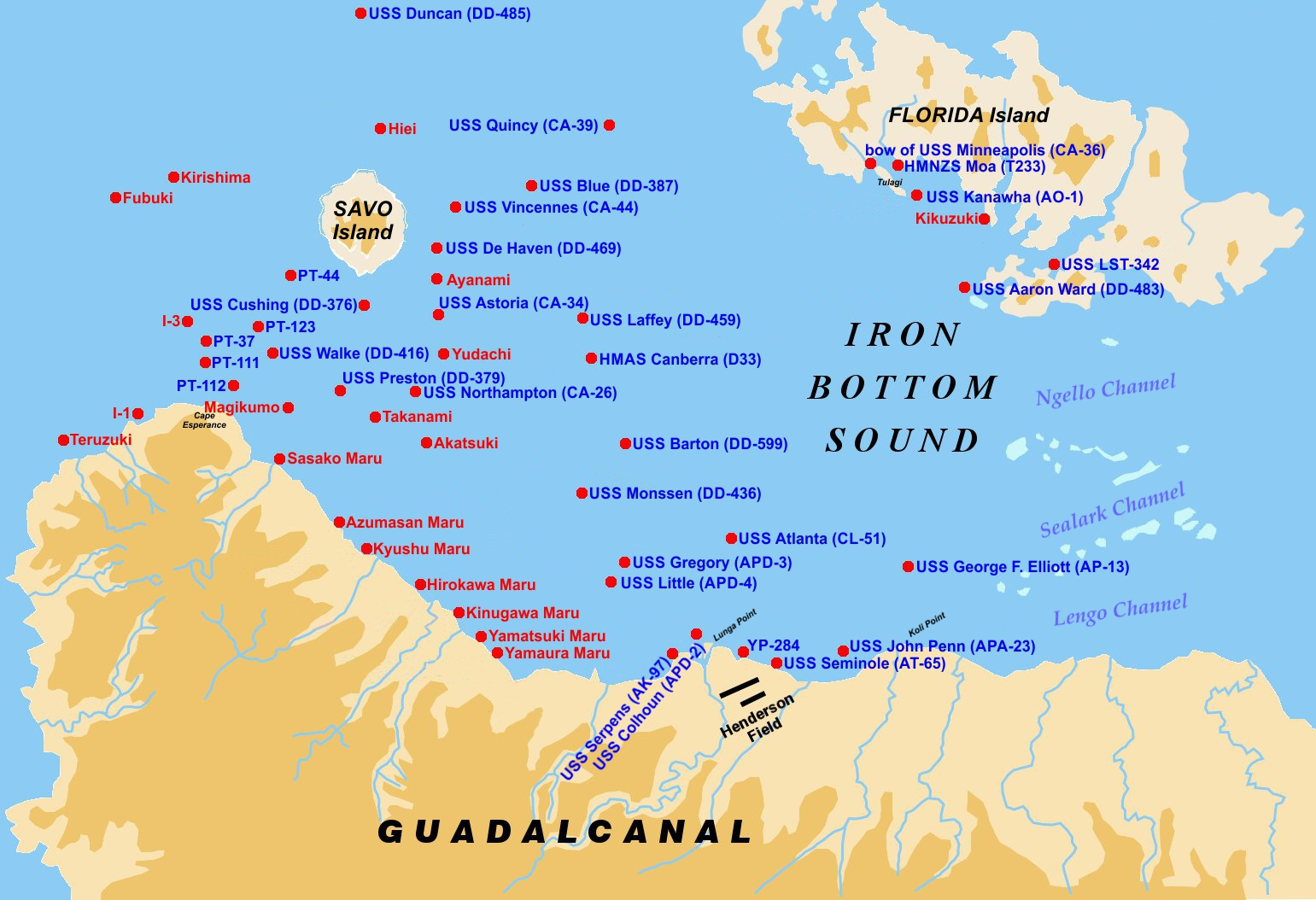
ガダルカナル島北部の地図。島中央の出っ張りがルンガ岬

ルンガ岬（ルンガみさき、Lunga Point）は、ガダルカナル島北部に位置する岬。第二次世界大戦の戦場であった。近くには飛行場があり、アメリカ軍の占領後ヘンダーソン飛行場と命名された。
1942年8月7日、20,000名のアメリカ海兵隊員がルンガ岬に上陸し、日本軍から飛行場を奪い取るための戦闘が始まった。ガダルカナル島の戦いの始まりであった。
アメリカ海軍の護衛空母、ルンガ・ポイント (USS Lunga Point, CVE-94) は、ルンガ岬を巡る戦いを記念して命名された。